# Metiltetraidroprotoberberina 14-monoossigenasi
La metiltetraidroprotoberberina 14-monoossigenasi è un enzima appartenente alla classe delle ossidoreduttasi, che catalizza la seguente reazione:
(S)-N-metilcanadina + NADPH + H+ + O2 ⇄ allocriptopina + NADP+ + H2O
L'enzima è una proteina eme-tiolata (P-450).